# 米赫伊萊尼鄉 (哈爾吉塔縣)
46°28′0″N 25°49′0″E / 46.46667°N 25.81667°E
米赫伊萊尼鄉（羅馬尼亞語：Comuna Mihăileni, Harghita，[ˈtʃiːksɛnmihaːj]）是羅馬尼亞的鄉份，位於該國中部，由哈爾吉塔縣負責管轄，面積84平方公里，海拔高度785米，2007年人口2,655，人口密度每平方公里32人。